# كريس هنري
كريس هنري (بالإنجليزية: Chris Henry)‏ هو لاعب كرة قدم أمريكية أمريكي، ولد في 6 يونيو 1985 في أوكلاند في الولايات المتحدة.

## وصلات خارجية
- كريس هنري على موقع مرجع كرة القدم المحترفة.كوم (الإنجليزية)